# Robert Dalban
Robert Dalban (19 de julio de 1903 - 3 de abril de 1987) fue un actor teatral, cinematográfico y televisivo de nacionalidad francesa.
Con más de doscientos filmes en su haber rodados entre 1934 y 1986, fue uno de los actores de reparto más representativos del cine francés, trabajando junto a los más grandes intérpretes de la cinematografía de su país: Jean Gabin,  Lino Ventura,  Paul Meurisse,  Jean Marais, Bourvil  o Louis de Funès.  

## Biografía
Su verdadero nombre era Gaston Paul Barré, y nació en Celles-sur-Belle, Francia. Sus padres eran Louis Auguste Barré (1873-1951), un empleado de notaría y más tarde carnicero, y Marie Léontine Moreau (1868-1951), una costurera.
Robert Dalban debutó como actor teatral a los 16 años de edad actuando en el Teatro Montparnasse junto a Harry-Max y Maurice Dorléac. Bajo el seudónimo de R.Q., fue también troupier cómico (actor disfrazado de soldado) en el Café-concert Les Trois Mousquetaires. Antes de partir en gira por los Estados Unidos con Sarah Bernhardt en los inicios de la década de 1920, él actuó en numerosos teatros de barrio. A lo largo de la década de 1930 también trabajó en operetas y revistas. En esa época actuó con frecuencia con Gaby Morlay, que le dirigió hacia la actuación en el cine, medio en el cual debutó en 1934.
En 1950 fue elegido, tras un casting organizado por Metro-Goldwyn-Mayer, para dar voz a Clark Gable en la versión francesa de la superproducción de David O. Selznick Lo que el viento se llevó. En 1955 conoció a Robert Hossein, con el que rodó Les salauds vont en enfer, iniciándose así una gran amistad entre ambos.
Entre los papeles más destacados de Robert Dalban figuran los que llevó a cabo en Marie-Octobre (1959) y en Mi tío Benjamin (1969). Pero fue su personaje John en Les Tontons flingueurs, de Georges Lautner, el que le dio la mayor fama, rodando con dicho director no menos de once filmes. A lo largo de su carrera Dalban encarnó con igual convicción tanto a malvados como a policías. En televisión destaca su papel principal en el telefilm de 1982 Jules et Juju. 
Robert Dalban se había casado en 1940 con la actriz Madeleine Robinson, con la que tuvo un hijo, Jean-François, nacido en 1941. La pareja se divorció en 1946. El actor falleció a causa de un infarto agudo de miocardio mientras se encontraba en un restaurante de la Avenida de los Campos Elíseos de París en 1987. Fue enterrado en el Cementerio de Jouars-Pontchartrain.

## Filmografía

### Cine

#### Década de 1930
- 1934 : L'Or dans la rue, de Curtis Bernhardt
- 1937 : Passeurs d'hommes, de René Jayet
- 1937 : L'Alibi, de Pierre Chenal
- 1937 : Deuxième bureau contre Kommandantur, de René Jayet y Robert Bibal

#### Década de 1940
| - 1942 : La Neige sur les pas, de André Berthomieu - 1942 : Promesse à l'inconnue, de André Berthomieu - 1943 : Ne le criez pas sur les toits, de Jacques-Daniel Norman - 1945 : Boule de suif, de Christian-Jaque - 1945 : Le Jugement dernier, de René Chanas - 1947 : Peloton d'exécution, de André Berthomieu - 1947 : La Maison sous la mer, de Henri Calef - 1947 : La Taverne du poisson couronné, de René Chanas - 1947 : Non coupable, de Henri Decoin | - 1947 : Quai des Orfèvres, de Henri-Georges Clouzot - 1947 : Les jeux sont faits, de Jean Delannoy - 1948 : L'assassin est à l'écoute, de Raoul André - 1948 : Le secret de Monte-Cristo, de Albert Valentin - 1949 : Berlin Express, de Jacques Tourneur - 1949 : Manon, de Henri-Georges Clouzot - 1949 : Fandango, de Emil-Edwin Reinert - 1949 : Demasiado tarde, de René Clément - 1949 : Le Paradis des pilotes perdus, de Georges Lampin |

#### Década de 1950
| - 1950 : Un homme marche dans la ville, de Marcello Pagliero - 1950 : Au p'tit zouave, de Gilles Grangier - 1950 : Quai de Grenelle, de Emile Edwin Reinert - 1950 : La Belle Image, de Claude Heymann - 1951 : La Passante, de Henri Calef - 1951 : Les Amants de bras-mort, de Marcello Pagliero - 1952 : Ils étaient cinq, de Jack Pinoteau - 1952 : Gibier de potence, de André Brau y Roger Richebé - 1952 : Les Sept Péchés capitaux, de Georges Lacombe : Sketch Le Huitième Péché - 1952 : Ouvert contre X, de Richard Pottier - 1952 : La Minute de vérité, de Jean Delannoy - 1953 : Leur dernière nuit, de Georges Lacombe - 1953 : Quand tu liras cette lettre, de Jean-Pierre Melville - 1953 : Mandat d'amener, de Pierre-Louis - 1954 : Obsession, de Jean Delannoy - 1954 : Destinées, de Jean Delannoy : Sketch "Le miracle de Jeanne d'Arc" - 1954 : Les Révoltés de Lomanach, de Richard Pottier - 1954 : Minuit Champs-Élysées, de Roger Blanc - 1954 : Escalier de service, de Carlo Rim - 1954 : Mourez, nous ferons le reste, de Christian Stengel - 1954 : Votre dévoué Blake, de Jean Laviron - 1955 : Des gens sans importance, d'Henri Verneuil - 1955 : Gas-oil, de Gilles Grangier - 1955 : Chiens perdus sans collier, de Jean Delannoy - 1955 : Interdit de séjour, de Maurice de Canonge - 1955 : Le Fils de Caroline chérie, de Jean Devaivre - 1955 : Las diabólicas, de Henri-Georges Clouzot - 1955 : Pas de souris dans le bizness, de Henry Lepage - 1955 : La Môme Pigalle, de Alfred Rode - 1955 : Casse-cou mademoiselle, de Christian Stengel - 1955 : M'sieur la Caille, de André Pergament - 1955 : La Madelon, de Jean Boyer | - 1956 : Je reviendrai à Kandara, de Victor Vicas - 1956 : Les salauds vont en enfer, de Robert Hossein - 1956 : À la manière de Sherlock Holmes, de Henry Lepage - 1956 : Zaza, de René Gaveau - 1956 : Les Truands, de Carlo Rim - 1956 : La Loi des rues, de Ralph Habib - 1956 : La Châtelaine du Liban, de Richard Pottier - 1956 : La Joyeuse Prison, de André Berthomieu - 1956 : Paris, Palace Hôtel, de Henri Verneuil - 1956 : Le Chanteur de Mexico, de Richard Pottier - 1956 : Paris canaille, de Pierre Gaspard-Huit - 1956 : The vintage, de Jeffrey Hayden - 1957 : L'Irrésistible Catherine, de André Pergament - 1957 : La Tour, prends garde !, de Georges Lampin - 1957 : La Rivière des trois jonques, de André Pergament - 1957 : Les trois font la paire, de Sacha Guitry y Clément Duhour - 1957 : Ce joli monde, de Carlo Rim - 1957 : Donnez-moi ma chance, de Léonide Moguy - 1957 : Les Espions, de Henri-Georges Clouzot - 1958 : Sois belle et tais-toi, de Marc Allégret - 1958 : Le désir mène les hommes, de Mick Roussel - 1958 : Marie-Octobre, de Julien Duvivier - 1958 : Le Souffle du désir, de Henry Lepage - 1958 : Cargaison blanche, de Georges Lacombe - 1958 : En légitime défense, de André Berthomieu - 1958 : Me and the colonel, de Peter Glenville - 1959 : Un témoin dans la ville, de Edouard Molinaro - 1959 : Pourquoi viens-tu si tard ?, de Henri Decoin - 1959 : Les Amants de demain, de Marcel Blistène - 1959 : Signé Arsène Lupin, de Yves Robert - 1959 : Vers l'extase, de René Wheeler |

#### Década de 1960
| - 1960 : Amour, autocar et boîte de nuit, de Walter Kapps - 1960 : Les Vieux de la vieille, de Gilles Grangier - 1960 : Monsieur Suzuki, de Robert Vernay - 1960 : Le Baron de l'écluse, de Jean Delannoy - 1960 : Quai du point du jour, de Jean Faurez - 1960 : Interpol contre X, de Maurice Boutel - 1960 : Les Moutons de Panurge, de Jean Girault - 1960 : Boulevard, de Julien Duvivier - 1960 : L'Affaire d'une nuit, de Henri Verneuil - 1961 : Le Pavé de Paris, de Henri Decoin - 1961 : La Menace, de Gérard Oury - 1961 : La Bride sur le cou, de Roger Vadim - 1961 : Le Rendez-vous, de Jean Delannoy - 1961 : Le Monocle noir, de Georges Lautner - 1961 : Vive Henri IV, vive l'amour, de Claude Autant-Lara - 1961 : Le Miracle des loups, de André Hunebelle - 1961 : Le Cave se rebiffe, de Gilles Grangier - 1961 : Les Livreurs, de Jean Girault - 1962 : La Loi des hommes, de Charles Gérard - 1962 : L'Œil du Monocle, de Georges Lautner - 1962 : Le Repos du guerrier, de Roger Vadim - 1962 : Madame Sans-Gene, de Christian-Jaque - 1962 : Maléfices, de Henri Decoin - 1962 : L'assassin est dans l'annuaire, de Léo Joannon - 1962 : Le Monte-charge, de Marcel Bluwal - 1962 : Le Septième Juré, de Georges Lautner - 1962 : Les Mystères de Paris, de André Hunebelle - 1962 : Le Chevalier de Pardaillan, de Bernard Borderie - 1962 : La Prostitution, de Maurice Boutel - 1962 : Du mouron pour les petits oiseaux, de Marcel Carné - 1963 : La Mort d'un tueur, de Robert Hossein - 1963 : Le Vice et la Vertu, de Roger Vadim - 1963 : Les Grands Chemins, de Christian Marquand | - 1963 : Chair de poule, de Roger Vadim - 1963 : Les Tontons flingueurs, de Georges Lautner - 1963 : Hardi Pardaillan, de Bernard Borderie - 1964 : Les Gorilles, de Jean Girault - 1964 : Les Barbouzes, de Georges Lautner - 1964 : Le Monocle rit jaune, de Georges Lautner - 1964 : Fantômas, de André Hunebelle - 1965 : Quand passent les faisans, de Edouard Molinaro - 1965 : Le Gentleman de Cocody, de Christian-Jaque - 1965 : Piège pour Cendrillon, de André Cayatte - 1965 : Fantômas se déchaîne, de André Hunebelle - 1965 : Ne nous fâchons pas, de Georges Lautner - 1966 : Trois enfants dans le désordre, de Léo Joannon - 1966 : Fantômas contre Scotland Yard, de André Hunebelle - 1966 : Un choix d'assassins, de Philippe Fourastié - 1966 : La Longue Marche, de Alexandre Astruc - 1966 : Le Grand Restaurant, de Jacques Besnard - 1967 : L'homme qui trahit la mafia, de Charles Gérard - 1967 : Un idiot à Paris, de Serge Korber - 1967 : Brigade antigangs, de Bernard Borderie - 1967 : Le Fou du labo 4, de Jacques Besnard - 1967 : Le Pacha, de Georges Lautner - 1968 : La Petite Vertu, de Serge Korber - 1968 : Faut pas prendre les enfants du bon dieu pour des canards sauvages, de Michel Audiard - 1969 : Mi tío Benjamin, de Edouard Molinaro - 1969 : Le Cerveau, de Gérard Oury - 1969 : Sous le signe du taureau, de Gilles Grangier - 1969 : Clérambard, de Yves Robert - 1969 : Maldonne, de Sergio Gobbi - 1969 : Sept hommes pour Tobrouk, de Mino Loy |

#### Década de 1970
| - 1970 : Elle boit pas, elle fume pas, elle drague pas, mais... elle cause, de Michel Audiard - 1970 : Le Distrait, de Pierre Richard - 1970 : Vertige pour un tueur, de Jean-Pierre Desagnat - 1970 : Les Libertines, de Dave Young - 1970 : Et qu'ça saute, de Guy Lefranc - 1970 : Point de chute, de Robert Hossein - 1970 : Le Temps des loups, de Sergio Gobbi - 1971 : Le Cri du cormoran le soir au-dessus des jonques, de Michel Audiard - 1971 : Les Malheurs d'Alfred, de Pierre Richard - 1972 : Un cave, de Gilles Grangier - 1972 : Il était une fois un flic, de Georges Lautner - 1972 : L'Insolent, de Jean-Claude Roy - 1972 : Le Grand Blond avec une chaussure noire, de Yves Robert - 1972 : Quelques messieurs trop tranquilles, de Georges Lautner - 1973 : Comment réussir quand on est con et pleurnichard, de Michel Audiard - 1973 : Salut l'artiste, de Yves Robert - 1973 : La Valise, de Georges Lautner - 1973 : La Raison du plus fou, de François Reichenbach - 1973 : Ursule et Grelu, de Serge Korber - 1973 : Mais où est donc passée la septième compagnie ?, de Robert Lamoureux - 1974 : OK patron, de Claude Vital | - 1974 : Comme un pot de fraises, de Jean Aurel - 1974 : La Gifle, de Claude Pinoteau - 1974 : Die Antwort kennt nur der Wind, de Alfred Vohrer - 1975 : Pas de problème !, de Georges Lautner - 1975 : Le Téléphone rose, de Edouard Molinaro - 1975 : Quand la ville s'éveille, de Pierre Grasset - 1975 : On a retrouvé la septième compagnie, de Robert Lamoureux - 1975 : Les Vécés étaient fermés de l'intérieur, de Patrice Leconte - 1975 : L'Incorrigible, de Philippe de Broca - 1976 : Armaguedon, de Alain Jessua - 1976 : Drácula, padre e hijo, de Edouard Molinaro - 1976 : D'amour et d'eau fraîche - 1976 : Le Chasseur de chez Maxim's, de Claude Vital - 1976 : Mort au sang donneur - 1976 : Le Gang, de Jacques Deray - 1977 : Gloria, de Claude Autant-Lara - 1977 : Freddy, de Robert Thomas - 1977 : Le Maestro, de Claude Vital - 1978 : Je suis timide mais je me soigne, de Pierre Richard - 1978 : Coup de tête, de Jean-Jacques Annaud - 1978 : La Carapate, de Gérard Oury - 1979 : Le Temps des vacances, de Claude Vital |

#### Década de 1980
| - 1980 : Le Coup du parapluie, de Gérard Oury - 1980 : Tous vedettes, de Michel Lang - 1980 : La Boum de Claude Pinoteau - 1980 : Une merveilleuse journée, de Claude Vital - 1981 : Prends ta rolls et va pointer, de Richard Balducci - 1981 : La Chèvre, de Francis Veber - 1982 : Les Misérables, de Robert Hossein - 1982 : Jamais avant le mariage, de Daniel Ceccaldi - 1982 : La Boum 2, de Claude Pinoteau | - 1982 : L'Été de nos 15 ans, de Marcel Jullian - 1983 : Les Compères, de Francis Veber - 1983 : Si elle dit oui, je ne dis pas non, de Claude Vital - 1983 : Attention ! Une femme peut en cacher une autre, de Georges Lautner - 1985 : Les Parents ne sont pas simples cette année, de Marcel Jullian - 1984 : P'tit con, de Gérard Lauzier - 1987 : Neuville... ma belle, de Mae Kelly |

### Televisión
- 1954 : Nous irons à Valparaiso, de Claude Barma
- 1954 : La Nuit d'Austerlitz, de Stellio Lorenzi
- 1959 : Les Loups, de Marcel Bluwal
- 1960 : Grabuge à Chioggia, de Marcel Bluwal
- 1960 : Si le ciel s'en mêle, de Jean-Christophe Averty
- 1962 : L'inspecteur Leclerc enquête, serie de 26 episodios
- 1963 : L'inspecteur Leclerc enquête, serie de 13 episodios
- 1965 : Mer libre : Magellan, de Jean Kerchbron
- 1965 : Robinson Crusoë, serie en 13 episodios
- 1966 : L'Affaire Alaric III, episodio de la serie Allô Police, de Daniel Leconte
- 1967 : Ce soir à Samarcande, de André Leroux
- 1967 : L'Ordre, de Alain Bourdet
- 1967 : Spécial dernière, de Alain Dhenaut, episodio de Les Cinq Dernières Minutes
- 1967 : Un mort sur le carreau, de Roland-Bernard, episodio de Les Cinq Dernières Minutes
- 1967 : Mise en scène, episodio de Malican père et fils, de Yannick Andreï
- 1968 : Les Dossiers de l'agence O : La Petite Fleuriste de Deauville, de Jean Salvy
- 1971 : L'Homme radar, episodio de Au frontière du possible, de Victor Vicas
- 1971 : Vidocq
- 1972 : Les Misérables, de Marcel Bluwal
- 1972 : Le duc de Beaufort, episodio de Les Évasions célèbres, de Christian-Jaque
- 1973 : Les Bijoux du roi, episodio de Les Nouvelles Aventures de Vidocq, de Marcel Bluwal
- 1974 : Malicroix, de François Gir
- 1974 : Au théâtre ce soir : La Moitié du plaisir, de Steve Passeur, Jean Serge y Robert Chazal, escenografía de Francis Morane, dirección de Georges Folgoas, Teatro Marigny
- 1975 : L'Affaire Lambert, episodio de Messieurs les jurés, de André Michel
- 1975 : La Moitié du plaisir, Au Théâtre ce soir, de Georges Folgoas
- 1975 : Madame au fusil, episodio de Erreurs judiciaires, de Jean Laviron
- 1975 : Splendeurs et Misères des courtisanes, serie de Maurice Cazeneuve
- 1976 : Les Cinq Dernières Minutes, episodio Le collier d'épingles, de Claude Loursais
- 1976 : Les Cinq Dernières Minutes, episodio Les petits d'une autre planète, de Claude Loursais
- 1976 : Le Cœur au ventre, serie de Robert Mazoyer
- 1978 : Le Rabat-joie, de Jean Larriaga
- 1978 : Les Hommes de Rose, serie de Maurice Cloche
- 1979 : L'Élégant : Histoire d'un voyou, de Gilles Grangier
- 1979 : Un comédien lit un auteur : Blaise Cendrars, de Renée Darbon
- 1980 : On ne meurt que deux fois, episodio de Les Héritiers, de Philippe Monnier
- 1980 : T.I.R. , episodio de Opération Trafics, de Christian-Jaque
- 1981 : La messagerie, episodio de Les Amours des années folles, de François Gir
- 1982 : Jules et Juju, de Yves Ellena
- 1983 : La femme PDG, episodio de Merci Sylvestre, de Serge Korber
- 1983 : Venise attendra, de Daniel Martineau
- 1984 : Un grand avocat, de Jean-Marie Coldefy
- 1984 : Ces chers disparus : Françoise Dorléac, documental de Denis Derrien
- 1986 : L'Amour tango, de Régis Forissier

## Teatro
- 1929 : Le Procès de Mary Dugan, de Bayard Veiller, adaptación de Henry Torrès y Horace de Carbuccia, Teatro Apollo
- 1947 : Nous irons à Valparaiso, de Marcel Achard, escenografía de Pierre Blanchar, Théâtre de l'Athénée
- 1954 : L'Homme traqué, de Frédéric Dard, escenografía de Robert Hossein, Casino municipal de Niza, Teatro des Noctambules
- 1961 : Spéciale Dernière, de Ben Hecht y Mac Arthur, escenografía de Pierre Mondy, Teatro de la Renaissance
- 1963 : Six Hommes en question, de Frédéric Dard y Robert Hossein, escenografía de Robert Hossein, Teatro Antoine
- 1968 : La Moitié du plaisir, de Steve Passeur, Jean Serge, Robert Chazal, escenografía de Robert Hossein, Teatro Antoine, Théâtre des Variétés
- 1970 : La neige était sale, de Georges Simenon, escenografía de Robert Hossein, Teatro des Célestins y gira
- 1979 : Danton et Robespierre, de Alain Decaux, Stellio Lorenzi y Georges Soria, escenografía de Robert Hossein, Palacio de congresos de París
- 1983 : Un grand avocat, de Henry Denker, escenografía de Robert Hossein, Teatro Mogador

## Actor de voz
Dalban fue actor de voz, y dobló a numerosos actores estadounidenses, pudiéndose oír su voz en múltiples westerns y filmes policiacos. Entre los actores a los que dobló figuran Clark Gable, Phil Harris, Robert Carson, Robert Preston, Robert Strauss, Milburn Stone, Robert Gist, Burt Lancaster o Karl Malden. Además, fue narrador del documental de Walt Disney La Légende de Lobo (1962).